# Paolo Siani
Paolo Siani (Napoli, 22 agosto 1955) è un medico e politico italiano, deputato alla Camera nella XVIII legislatura della Repubblica Italiana per il Partito Democratico.

## Biografia
Appartenente ad una famiglia della media borghesia partenopea del quartiere Vomero, frequentò le superiori presso il Liceo Ginnasio G. B. Vico, come suo fratello Giancarlo, giornalista de "Il Mattino" ucciso dalla camorra nel 1985 per ordine del boss Angelo Nuvoletta. Successivamente si laurea presso la Facoltà di Medicina e Chirurgia dell’Università degli Studi di Napoli Federico II e si specializzò presso la Clinica Pediatrica del I Policlinico in piazza Miraglia.
Nel 2009 diventa presidente nazionale dell’Associazione Culturale Pediatri (A.C.P.), carica che mantiene fino al 2015, dove nel corso del suo mandato realizza il documento “Dove va la pediatria” e il nuovo codice di autoregolamentazione nei confronti dell’industria farmaceutica. Ha partecipato in qualità di presidente dell’A.C.P. al programma nazionale “Nati per leggere”.
Nel 2011 diventa primario dell'ospedale Santobono di Napoli.
È sposato dal 1986 e ha due figli.

## Attività politica
Nel 2015 il suo nome viene rumoreggiato come candidato sindaco di Napoli per il Partito Democratico, ma smentisce, pur ringraziando a chi avesse pensato a lui, affermando che "Sono consapevole di non avere le caratteristiche per un incarico così importante, per governare la complicatissima macchina amministrativa della città", e aggiungendo "Non basta essere una persona perbene per essere anche un buon sindaco".
Alle elezioni politiche del 2018 viene candidato alla Camera dei deputati nel collegio uninominale Campania 1 - 05 (Napoli - Circoscrizione 7 San Carlo all'Arena), sostenuto dalla coalizione di centro-sinistra in quota PD, ottenendo il 21,57% e venendo sconfitto con oltre il doppio dei voti dall'esponente del Movimento 5 Stelle Doriana Sarli (48,02%), e nelle liste del Partito Democratico come capolista nel collegio plurinominale Campania 1 - 02, risultando eletto.
Nella XVIII legislatura della Repubblica è stato membro e vicepresidente della Commissione parlamentare per l'infanzia e l'adolescenza, oltre a far parte della 12ª Commissione Affari sociali.
Alle elezioni politiche anticipate del 2022 viene ricandidato alla Camera nel collegio uninominale Campania 1 - 05 (Acerra), sostenuto dalla coalizione di centro-sinistra in quota Partito Democratico - Italia Democratica e Progressista, ottenendo il 23,61% dei voti e venendo nettamente sconfitto dalla candidata del Movimento 5 Stelle Carmela Auriemma (43,69%), risultando quindi non rieletto.